# Четвёртый Доктор
Четвёртый Доктор (англ. Fourth Doctor) — четвёртое воплощение протагониста британского научно-фантастического телесериала «Доктор Кто», сыгранное актёром Томом Бейкером. Одним из ведущих сценаристов Четвёртого Доктора был Дуглас Адамс.
Доктор — представитель внеземной расы Повелителей Времени с планеты Галлифрей, который при помощи пространственно-временного устройства ТАРДИС путешествует через время и пространство, часто со спутниками. Когда Доктор получает значительные увечья, его тело может «регенерировать», однако при каждом новом воплощении его внешность и характер меняются.

## Биография
Регенерировав в третий раз, Доктор спешил покинуть Землю, но в конечном счёте остался помогать бригадиру Летбриджу-Стюарту вести дела с Мозговым Центром и роботом K1. Позже Четвёртый Доктор взял с собой Сару Джейн Смит и Гарри Салливана путешествовать в ТАРДИС.
Прибыв на заброшенную космическую станцию, они обнаруживают настоящий Ноев ковчег в космосе. Там они подвергаются нападению со стороны насекомоподобных уиррн, но побеждают их. Телепортировавшись на Землю, Доктору приходится вступить в схватку с сонтаранцем-разведчиком, после которой последний погибает благодаря хитрости Доктора. Посреди другого приключения появился другой повелитель времени и предложил Доктору вмешаться в создание далеков («Происхождение далеков»), остановив их развитие или направив его так, чтобы они эволюционировали в менее опасный вид. В ходе выполнения этой миссии Доктор впервые сталкивается с Давросом.
Четвёртый Доктор порвал свои отношения с Землёй. Он захотел добровольно уйти из UNIT («Пирамиды Марса»), но Доктор никогда официально не покидал должность бесплатного научного советника («План сонтаранцев»).
После многих приключений вместе с Сарой Джейн, Доктор получил телепатическое сообщение с Галлифрея и вернул Сару-Джейн на Землю («Рука страха»), хотя он по ошибке вернул её не в Южный Кройдон, а в Абердин («Встреча в школе»). На Галлифрее Доктор победил Мастера и снова познакомился со своим бывшим учителем — Борусой («Беспощадный убийца»).
Когда Доктор посетил джунгли, он познакомился с Лилой («Лицо зла»). Четвёртый Доктор путешествовал один и вернулся на планету, которую он посетил 100 лет назад. Во время его предыдущего визита он случайно оставил включённым мощный компьютер человеческой колонии Ксоанон с копией своего разума, у которого произошло расщепление личности. Во время второго визита Доктора запомнили потомки колонистов как злого бога. Некоторые из них стали племенем воинов Севатим. Позже, когда Доктор починил компьютер, одна из племени, Лила, отправилась путешествовать с ним («Лицо зла»). Доктор учил необразованную Лилу науке, рассказывал о истории человечества и о прошлом её вида. В Викторианском Лондоне пара встретила фокусника Ли Сен Чанга и Венг-Чанга («Когти Венг-Чанга»). Позже Доктор и Лила посетили медицинский центр организации Bi-Al, там они приобрели робота-собаку K-9 («Невидимый враг»).
Снова вернувшись на Галлифрей Доктор прикинулся тщеславным и одержимым жаждой власти. Он получил место лорда-президента Галлифрея. Это было частью его плана по спасению родной планеты от вторжения вардан и сонтаранцев. Лила решила остаться на Галлифрее с K-9 и Андредом — галлифрейцем канцлерской охраны. Доктор покинул Капитолий с K-9 модель II в коробке («Временное вторжение»).
Светлый хранитель вызвал Доктора, чтобы он нашёл и собрал сегменты Ключа Времени. Для этой цели он познакомил его с новой спутницей — Романой («Операция Рибос»). Также в этой серии указывается возраст Доктора. Романа утверждала, что ему 759 лет. На протяжении шестнадцатого сезона Четвёртый Доктор и Романа собирали элементы ключа. В последней серии сезона «Фактор Армагеддона» Ключ Времени был собран, но в конце разрушен Доктором, защищавшим его от противоположности Светлого хранителя — Тёмного хранителя.
Позже Романа регенерировала («Судьба далеков»).
После проведения некоторого времени оказался в ловушке карманной вселенной Э-пространство («Полный круг»), Романа и K-9 покинули Доктора, Адрик присоединился к Доктору.
Доктор вступил в битву против Мастера. Когда Доктор справился с врагом, радиотелескоп начал опускаться и он упал на землю. Таинственная сущность известная как Наблюдатель, которая следила за ним сквозь время и пространство, слилась с Доктором и он регенерировал («Логополис»).
Также Четвёртый Доктор появился в серии «Пять Докторов». В одном из своих путешествий с Романой он попал в ловушку временного вихря после неудачного временного перенесения во времени.
В «Измерениях времени» он был пойман повелительницей времени Рани. Четвёртый Доктор участвовал в спасении Галлифрея в серии «День Доктора» (Том Бейкер, игравший ранее Четвёртого Доктора, появился в этой серии также в роли таинственного куратора).

## Личность
Четвёртый Доктор был самым неординарным и ярким воплощением Доктора. На нём всегда был надет длинный (от 2-х метров) разноцветный шарф, который, по его уверениям, связала ему мадам Нострадамус, тёмно-фиолетовый сюртук и широкие штаны. Он почти никогда не обращался за помощью к оружию, предпочитая разрешать проблемы «своими мозгами» и чувством юмора. Иногда проявлял рассеянность, но лишь для того, чтобы запутать своих врагов. Карманы его одежды уподоблялись ТАРДИС — они вмещали в себя гораздо больше предметов, нежели могли на первый взгляд, эта шутка повторилась в серии «Сбежавшая невеста».
Чудаковатое поведение этого воплощения Доктора некоторых приводило в восторг, а некоторых пугало до такой степени, что его начинали подозревать в шпионаже или других преступлениях. Доктор — неуклюжий и простоватый на первый взгляд — запросто шокировал своих противников ловкостью и силой (он вступил в кулачный поединок с сонтаранцем и продержался довольно долго, хотя последний был на порядок сильнее). Доктор часто ремонтировал ТАРДИС и иногда ему приходилось прибегать к помощи «Комнаты Аварийного Управления».
Хотя Четвёртый Доктор был смышлёным и ловким, ему часто отказывала его дальновидность (оказался поверженным разумным вирусом «Невидимый Враг»), однако он быстро находил решение даже самой сложной проблемы. Но так было не всегда. Порой он проявлял себя расчётливой и предусмотрительной личностью, в частности для того, чтобы спасти свою родную планету от вторжения. Также не испугался регенерации, хотя был в полном сознании перед ней.
Из еды он предпочитал мармелад. Часто предлагал его другим. Любимой фразой Четвёртого Доктора был вопрос: «Хочешь мармеладку?»
Интересен тот факт, что Четвёртый Доктор — первый среди Докторов, кто несколько раз «пробивал четвёртую стену»: в серии «Лицо зла», приземлившись на неизвестной планете, он произносит: «Кажется, это не Гайд-парк… Это мог быть нексиальный разрыв. Надо бы не забыть проверить поисковую систему… Ну что же, Доктор, прогуляемся?», при этом глядя прямо на зрителя. В некоторых других сериях (например, в самом конце эпизода «Временное вторжение») Доктор чаще всего смотрит прямо на зрителя, при этом улыбаясь своей «фирменной» широкой улыбкой.

## Другие появления
- Пять Докторов (1983)
- Измерения во времени (1993)
- Имя Доктора (2013)
- День Доктора (2013)
- Футурама (15 серия 6 сезон)